# Кэнгкрачан
Кэнгкрачан (тайск. แก่งกระจาน) — национальный парк на юге Таиланда (рядом с границей Мьянмы), в провинции Пхетбури. Основан в 1981 году. Площадь — 2914 км². Это самый большой по размеру территории национальный парк страны и один из крупнейших в Юго-Восточной Азии. Большая часть национального парка представляет собой естественную резервацию горной цепи Тенассерим, которая покрыта густыми и непролазными джунглями. Высота горного массива, на котором лежит заповедник колеблется в пределах 1100—1400 метров над уровнем моря.

## География
Находится на юге Таиланда, в 75 километрах к западу от курортного города Хуахин, в тайской провинции Пхетбури, в 175 км от столицы Таиланда — города Бангкок. Таким образом парк полностью лежит на полуострове Малакка, в северной его части. В национальном парке находятся истоки двух рек: Пхетбури и Пранбури. Западная часть плотно прилегает к границе с Мьянмой.

## Биологическое разнообразие
Более 80 % биологических видов занесены в местную Красную книгу, и являются реликтами и эндемиками. В труднодоступных местах парка обитает более 45 видов млекопитающих, в том числе индийские слоны, индокитайские тигры, малайзийские медведи, бантенги (дикий рогатый скот), выдры, гигантские вараны, гиббоны, макаки. Среди пресмыкающихся наиболее известным представителем является сиамский крокодил. Класс птицы представлен 250 эндемичными и реликтовыми видами, из которых половина видов относятся к вымирающим. Самые известные представители — птицы-носороги (как минимум 6 видов), змееяд, красный петух, фазан и павлин.

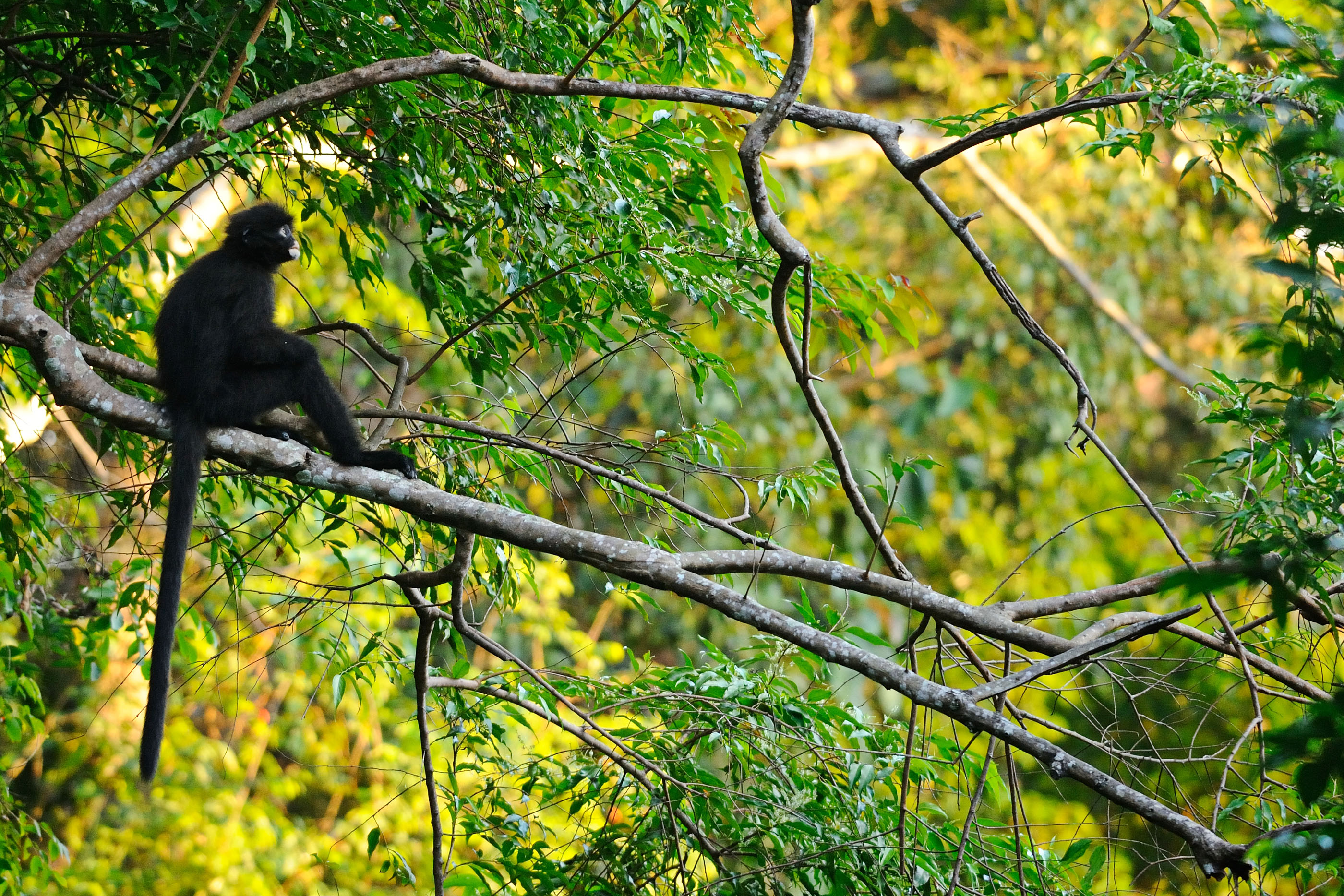
Полосатый лангур в парке Кэнгкрачан
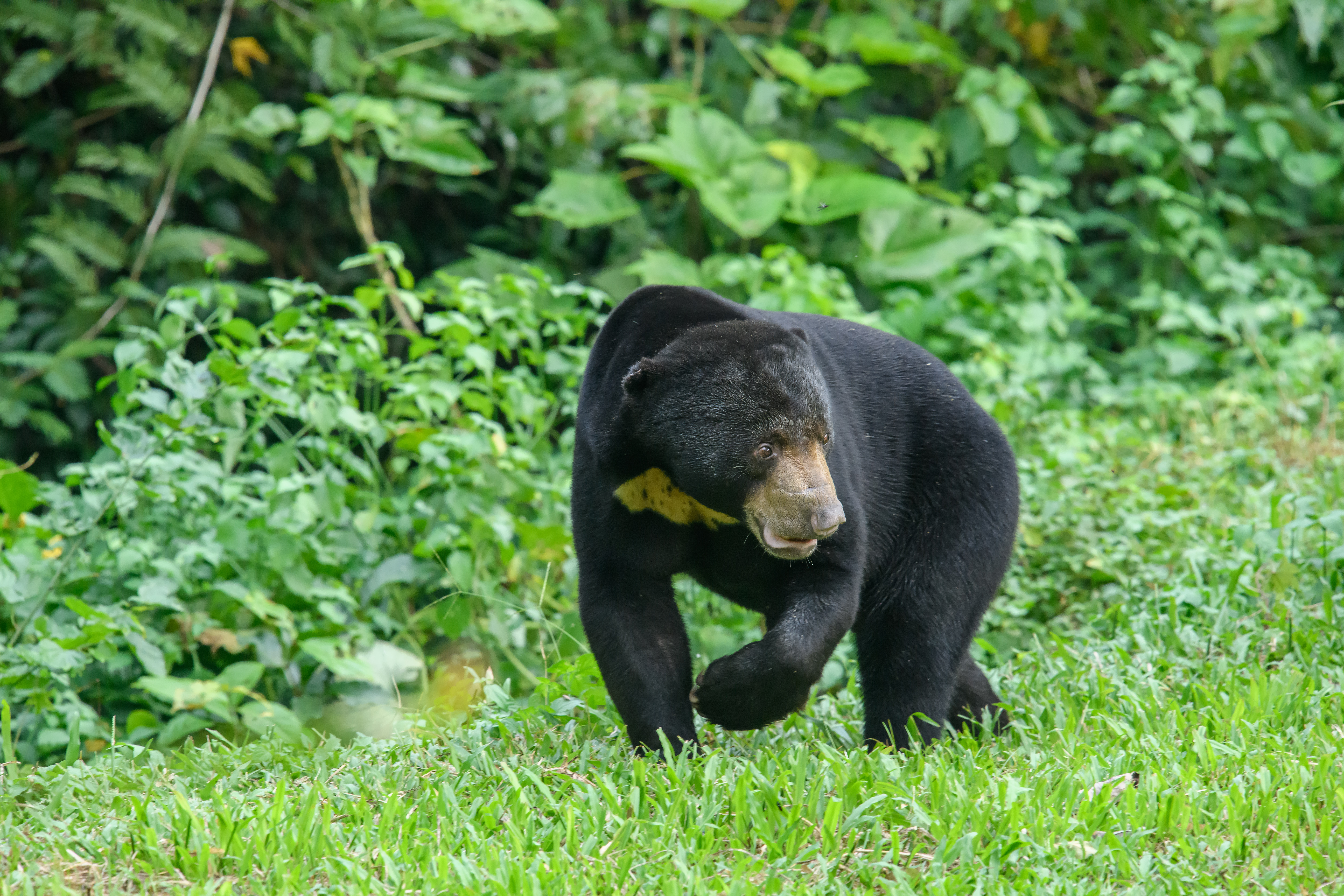
Малайский медведь

## Охрана природы
Кэнгкрачан — одна из наиболее популярных среди туристов природных достопримечательностей Таиланда, которую ежегодно посещает более 50 тысяч посетителей. «Озеро обезьян» — это искусственный водоём в пределах парка, с площадью более 45 км², представляет собой наиболее интересный для учёных и туристов объект. В последние годы активно выросло количество посетителей парка (в период 2000—2010 годов в более чем 6 раз), что спровоцировало значительные антропогенные нагрузки на экосистему национального парка.
Большой проблемой парка является убийство диких слонов, власти не в состоянии контролировать браконьеров. Некоторые должностные лица парка, предположительно, участвуют в торговле слоновой костью. Несмотря на статус национального парка, в пределах Кэнгкрачан имеются частные плантации. Некоторые из них окружены электрическими оградами, одна из которых в июне 2013 года убила током слонёнка.
Ряд международных природозащитных организаций призвали правительство Таиланда ограничить пропуск туристов на 40 % в год. А всемирная организация Гринпис вообще требовала закрыть парк для туристов, чтобы уменьшить влияние человека на экосистему. Однако правительством эти идеи были отвергнуты, поскольку парк приносит значительные доходы местному бюджету.
Значительная часть парка представляет собой водохранилище, которое было образовано в 1966 году с целью водоотведения и сооружения плотины на реке Пхетбури. Парк входит в список природного наследия стран АСЕАН, а также в число кандидатов на вступление в Всемирный фонд дикой природы и ЮНЕСКО.